# Sings Precious Memories
Sings Precious Memories je gospel album Johnnyja Casha, objavljen 1975. u izdanju Columbia Recordsa. To je jedan od nekoliko duhovnih albuma koje je Cash snimio. Primjeri su Hymns by Johnny Cash Hymns from the Heart, The Holy Land i Believe in Him. Izbor pjesama uključuje neke Cashove omiljene, koje će se kasnije pojaviti na albumu My Mother's Hymn Book.

## Popis pjesama
1. "Precious Memories" (J. R. Baxter/W. B. Stevens) – 2:55
2. "Rock of Ages" (Brantley C. George/Billy Walker) – 2:22
3. "The Old Rugged Cross" (George Bennard) – 2:52
4. "Softly and Tenderly" (Will L. Thompson) – 2:50
5. "In the Sweet By and By" (Sanford Fillmore Bennett/Joseph Philbrick Webster) – 2:51
6. "Just as I Am" (William Batchelder Bradbury/Charlotte Elliott) – 3:13
7. "Farther Along" (J. R. Baxter/John Starling) – 3:09
8. "When the Roll is Called up Yonder" (James Milton Black) – 2:08
9. "Amazing Grace" (John Newton/Billy Walker) – 2:30
10. "At the Cross" (Ralph C. Hudson/Isaac Watts) – 2:54
11. "Have Thine Own Way, Lord" (Adelaide A. Pollard/George C. Stebbins/Billy Walker) – 2:52

## Vanjske poveznice
- Podaci o albumu i tekstovi pjesama